# モンタギューおじさんの怖い話
モンタギューおじさんの怖い話（モンタギューおじさんのこわいはなし, 英：Uncle Montague's Tales of Terror）とは、イギリスの作家、イラストレーター、漫画家であるクリス・プリーストーリーの作品。
挿絵、表紙絵を描いたのは、同じくイギリスのデヴィット・ロバーツ（英語 David Roberts）。

## あらすじ
少年エドガーは森のはずれに建つモンタギューおじさんの屋敷へ、物語を聞きに足を運ぶ。そこはとても暗く寒く、姿の見えない召使いや暗い庭を横切る影のいるいわくありげな屋敷であった。そこでエドガーはモンタギューおじさんから、様々な怖い話を聞く。その話は、一つ一つ屋敷の書斎にある小物たちにまつわる物語であった。そして、最後にモンタギューおじさんから聞かされた話は・・・

## 登場人物
- エドガー少年 - 物語の語り手。　モンタギューおじさんとは大叔父、もしくはそれより離れた関係にある。
- モンタギューおじさん - 森のはずれに建つ屋敷に住む人物。どこか謎めいたところがあり、モンタギューおじさんが最後に明かす自身の正体とは・・・。
- フランツ - モンタギューおじさんの屋敷の召使い。エドガー少年は姿を見たことがない。